# Urotrygon aspidura
Urotrygon aspidura е вид акула от семейство Urotrygonidae.

## Разпространение и местообитание
Видът е разпространен в Гватемала, Еквадор, Колумбия, Коста Рика, Мексико (Гереро, Кинтана Ро, Колима, Мичоакан, Наярит, Оахака, Халиско, Чиапас и Южна Долна Калифорния), Никарагуа, Панама, Перу и Салвадор.
Среща се на дълбочина от 2 до 100 m, при температура на водата от 21,1 до 21,3 °C и соленост 34,2 – 34,3 ‰.

## Описание
На дължина достигат до 50 cm.